# Immenhoffen
Immenhoffen est le nom d'un village aujourd'hui disparu, situé dans le département du Bas-Rhin. Bien que sa localisation exacte ne soit pas déterminée, de nombreuses légendes liées au folklore local le mentionnent.

## Le village
Les archives de la seigneurie de Lichtenberg font état d'un village nommé « Immenhoffen » dès la fin du quatorzième siècle jusqu'au seizième siècle, sans apporter plus de précisions sur les dates. Les sires de Lichtenberg possèdent alors un moulin dans ce village, et l'abbaye de Walbourg y possède une chapelle. Mais surtout, on y apprend qu'Immenhoffen était alors une filiale de la paroisse du village voisin de Mietesheim.
Le contexte de disparition de ce village est inconnu. L'une des théories les plus plausibles est qu'il ait été détruit lors de la guerre de Trente Ans. Une autre hypothèse veut qu'il ait été victime de la guerre des paysans qui fut particulièrement destructrice en Alsace. Le premier cadastre du village voisin de Mietesheim date de 1760 et ne mentionne nulle part le village d'Immenhoffen.

## Hypothèses de localisation
Immenhoffen était probablement situé entre le village de Mietesheim et le village de Griesbach. Mais cette localisation reste à prouver. Les légendes locales parlent d'un hameau situé près de l'actuelle voie ferrée, mais l'absence de preuve concrète ne permet pas de confirmer cette hypothèse. Aucun vestige archéologique n'a été découvert. 

## Légendes
Le village d'Immenhoffen est surtout resté dans les mémoires à cause de nombreuses légendes noires le mentionnant, parfois sous le nom d'Immenhoffen ou parfois sous le nom de « Gloshecke », lieu-dit situé le long de l'ancienne voie romaine dont le tracé est partiellement repris par la départementale D1060.  Si l'existence d'Immenhoffen est attestée, celle d'un village nommé Gloshecke est purement fictionnelle. Le folklore et le véridique s'étant mélangé avec le temps, il est difficile de déceler le vrai du faux dans ces légendes.

### Les fantômes de la Gloshecke
Lors des nuits de pleine lune, de nombreux fantômes surgissent alors à la Gloshecke et tentent de retrouver leur village disparu. Il s'agit des esprits des malfrats ayant vécu ici dont les âmes n'ont pas réussi à trouver le repos éternel.

### La Bataille d'Immenhoffen
La légende veut que deux paysans originaire du village voisin de Mietesheim partis labourer de bonne heure leur champ situé non loin du village d'Immenhoffen aperçurent soudain une armée de cavaliers galopant vers eux à bride abattue. De peur, ils se mirent à courir vers la forêt pour s'y réfugier lorsqu'une seconde troupe de cavaliers surgit à la lisière de la forêt. Dans un fracas épouvantable, les deux troupes s'affrontèrent avec une telle violence que le champ étant rouge du sang des combattants. Dans l'affrontement, l'un des deux paysans a été tué. Le second a eu le temps de rentrer chez lui pour raconter ce qu'il venait de vivre avant de sombrer dans la folie.

### L'auberge disparue
Deux voyageurs se rendant à Haguenau arrivèrent aux environs de la Gloshecke à la nuit tombée. Ils y découvrirent une magnifique auberge, à laquelle ils mangèrent dans des plats en or et des couverts en argent. Impressionné par tant de luxe, l'un des deux voyageurs subtilisa un gobelet en or et le mit dans son sac avant d'aller dormir. Au matin, les deux compères se retrouvèrent au milieu de nulle part, sans trace d'auberge à l'horizon. Le voyageur curieux regarda alors dans son sac pour voir si le gobelet était toujours là: ils n'y trouvèrent qu'un vieux fer à cheval rouillé.

### L'écurie maudite
Le propriétaire du Gloshecke voulut un jour construire une écurie avec les pierres d'un ancien édifice romain situé le long de l'ancienne route construite par les romains. Aussitôt dit aussitôt fait, il construisit une magnifique écurie et y installa tous ses chevaux et mulets. Mais une fois la nuit tombée, tous les animaux devinrent enragés. Malgré tous les efforts de leur maître, il paraissaient comme fous. Au bout de trois nuits, le propriétaire se résolut à brûler son écurie et à disperser les pierres romaines hors de sa propriété. 

### L'homme à la main de feu
Les jeunes filles de Mietesheim se rendaient souvent à l'auberge d'Immenhoffen. Un soir, sur le trajet, elles virent  qu'un homme encapuchonné les suivait. Paniquées, elles se réfugièrent dans la première maison venue. Par la fenêtre, elles virent passer le sombre individu: Un homme sans visage à la main enflammée. Lorsqu'il frappa à la porte de la maison, il laissa sur le chambranle une trace de brûlé qu'il fut par la suite impossible d'enlever.